# Millennium People
(J.G. Ballard, Millennium People)
Millennium People è il terzo romanzo di una tetralogia di James Graham Ballard dedicata al terrorismo urbano e alle rivolte della media borghesia.

## Trama
Lo psicologo David Markham è un agiato medico che vive in un quartiere residenziale di Londra con la moglie Sally, che non ha mai superato il trauma di un incidente e, nonostante la guarigione fisica, si ostina a credersi malata ed utilizza dunque per muoversi stampelle o sedia a rotelle.
La vita del dottor Markham cambia improvvisamente il giorno in cui viene a sapere dalla diretta di un telegiornale della morte di Laura, la sua ex moglie, in un attentato terroristico all'aeroporto di Heathrow. Diffidente nei confronti della polizia, il medico decide di esporsi in prima persona nella ricerca degli assassini della donna, e si unisce a gruppi che inscenano le più diverse proteste, per una quantità di motivi, sperando di imbattersi nel responsabile della bomba. Viene arrestato durante una dimostrazione contro una mostra di gatti, e trattato con brutalità dalla polizia. Tradotto in tribunale, vi incontra Kay Churchill, ex insegnante universitaria di Storia del cinema, decana delle proteste della borghesia dell’immaginario quartiere londinese di Chelsea Marina “un complesso abitativo di lusso a sud di King’s Road”.
Markham segue Kay e incontra alcuni amici della donna: Vera Blackburn, il prete padre Dexter e soprattutto Richard Gould, tutti impegnati in una sorta di sollevazione generale della classe media di Chelsea Marina strozzata dall’aumento del costo della vita. Markham nota anche l’incremento di una serie di piccoli attentati in luoghi simbolo della vita che la borghesia stessa ha contribuito a creare: cinema di periferia, supermercati rionali, ristoranti McDonald’s. Da una parte Markham si rende conto che è come se gli abitanti di Chelsea Marina protestassero contro se stessi, dall’altra prova attrazione per le loro motivazioni. Dice alla seconda moglie, di essere solo interessato a trovare il responsabile della morte di Laura, ma Sally capisce che lui sta cercando una nuova sistemazione alla propria vita e lo sollecita a continuare per liberarsi dai suoi fantasmi.
Kay Churchill lo coinvolge suo malgrado in un attentato dinamitardo in un negozio di videocassette, vuol fare in modo che un periodo di detenzione lo motivi ancora di più alla rivolta contro la società dei consumi; per sua fortuna Dexter riesce a portarlo via con sé prima dell’intervento della polizia. Nonostante questo indizio di tradimento, David segue Kay e Vera in un progetto molto più ambizioso: un attentato contro il NFT, National Film Theatre, che manda in fumo la principale istituzione del cinema britannico. David rimane contuso nell’incursione, e abbandonato dalle due compagne mentre le fiamme divorano l’edificio. In fuga dalle guardie giurate e dalla polizia, si imbatte in Richard Gould, che osserva da lontano l’esito dell’attentato probabilmente ispirato da lui. Gould lo porta a trascorrere la notte in un ospedale pediatrico abbandonato alla speculazione edilizia, nel quale lui ha lavorato fino a poco tempo prima come medico per i piccoli ricoverati sofferenti di handicap. Alla moglie di Markham dice però che il marito ha passato la notte a casa di Kay Churchill.
Il giorno dopo, tornando a casa, David Markham sorprende la moglie Sally insieme al secondo marito di Laura, e si trasferisce per qualche tempo a casa di Kay Churchill. Qui riceve la notizia di un grave attentato con vittime al museo Tate Modern; uno dei morti è Joan, l’amica cinese di padre Dexter, e il suo sospetto è ch sia rimata uccisa dall’ordigno che lei stessa ha piazzato per conto di Gould. L’ex sacerdote lo invita a tenersi alla larga dal pediatra, perché è pericoloso. In effetti Richard Gould considera con sufficienza lo stato di rivolta di Chelsea Marina, e sembra intenzionato a portare lo scontro con la società a un livello più astratto e più violento.
Un giorno viene assassinata con un colpo alla nuca una giovane presentatrice tv. Il delitto crea uno shock nel paese. Gould dà la colpa a padre Dexter, che nella sua follia potrebbe aver voluto vendicare Joan. Sally si reca a Chelsea Marina per cercare il marito, che le promette di tornare a casa. Ma nel sobborgo va in scena una rivolta generalizzata quando la polizia si presenta in forze e in assetto anti-sommossa per alcuni sfratti esecutivi. Gli abitanti erigono barricate di automobili e si difendono con bombe molotov dalle ruspe. Sfondate le linee di difesa, le forze dell’ordine si ritirano perché gli abitanti morosi hanno cominciato a appiccare il fuoco alle case. La rivolta sembra rientrata, ma molti abitanti si trasferiscono altrove, stanchi della situazione di tensione, e la polizia ritorna con un blitz occupando il quartiere.
A casa di Dexter, Markham trova indizi che sembrano condurre alla sua mano dietro la bomba dinamitarda che ha ucciso Jane, ma quando segue la pista di un biglietto del parcheggio dell’autoporto si imbatte nell’auto di Richard Gould. L’ex pediatra lo raggiunge, e gli confessa di essere il responsabile non solo dell’attentato all’aeroporto di Heathrow, ma anche di quello alla Tate Gallery; David non sa se credergli quando dice di non essere riuscito a avvertire in anticipo le autorità della presenza di un ordigno esplosivo. Comunque, il suo atteggiamento ambivalente nei confronti della rivolta della classe media lo riporta a Chelsea Marina nel momento in cui Gould progetta di assassinare il Ministro dell’Interno in visita al quartiere pacificato.
L’attentato fallirà anche per l’intervento di padre Dexter, deciso a fermare Gould che considera estremamente pericoloso.

## Edizioni
- James Graham Ballard, Millennium people, traduzione di Delfina Vezzoli, collana I Canguri, Feltrinelli, 2004, ISBN 88-07-70154-5.
- James Graham Ballard, Millennium people, traduzione di Delfina Vezzoli, collana Universale Economica, Feltrinelli, 2006, ISBN 978-88-07-81885-1.